# René Descartes
René Descartes (IPA: /ʁəne dekaʁt/), latin: Renatus Cartesius, född 31 mars 1596 i La Haye en Touraine (nuvarande Descartes) i Touraine, död 11 februari 1650 i Stockholm, var en fransk filosof, matematiker, vetenskapsman, och jurist.
René Descartes är framför allt känd för sin filosofiska sats "je pense, donc je suis" (i latinsk översättning ”cogito, ergo sum”: jag tänker, alltså finns jag). I denna sats såg han en säker kunskap, som inte kunde betvivlas. Det går inte att tvivla utan att tänka och inte att tänka utan att finnas till.
René Descartes uppfann också bruket av projiceringar av punkter i planet på x- och y-axel, det så kallade kartesiska koordinatsystemet. Det gjorde det möjligt att lösa geometriska problem med algebraiska metoder. Denna så kallade analytiska geometri var en insats av stor betydelse i matematikens historia.

## Biografi
Descartes mor dog strax efter att han fötts. Hans far var jurist och politiker i parlamentet i Bretagne. Descartes var sjuklig och svag, man befarade att han inte skulle överleva till vuxen ålder. Redan som barn etablerade han sin livslånga vana att stanna kvar i sängen till långt fram på dagen. Omkring 1605 började han i en jesuitisk internatskola vid La Flèche i departementet Sarthe, där han studerade matematik och, framför allt, skolastisk aristotelisk filosofi. Skolastiken, som inte tillfredsställde hans kritiska sinne, gjorde honom utled på lärdom från böcker.

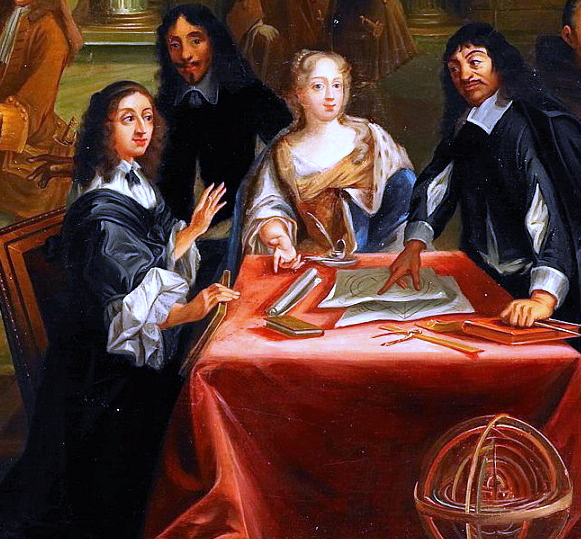
René Descartes i samtal med Sveriges drottning, Kristina (Pierre Louis Dumesnil). Filosofen kallades till Sverige av drottningen. Han ansåg Sverige vara ett land där både människor och tankar frös till is. Han dog också här, möjligen för att han inte klarade klimatet.

Descartes ärvde så mycket pengar av sina föräldrar att han aldrig behövde förvärvsarbeta. Han ägnade all tid åt sin forskning. Efter att en tid ha deltagit i det högre societetslivet i Paris, där han inte trivdes, beslöt att ”läsa i världens bok” trädde i militärtjänst hos Moritz av Oranien och Tilly. Han deltog bland annat i slaget vid Vita berget 1620. År 1619 genomgick han en egendomlig vetenskaplig väckelse, medan hären under en sträng vinter låg stilla i Neuburg an der Donau. Han har berättat att han blev ”uppfylld av entusiasm och fann grundvalen till en underbar vetenskap”. Då förhållandena för en fri forskning inte var de bästa i Frankrike, bosatte sig Descartes 1629 i Nederländerna, där han sedan kom att vara bosatt under tjugo år, sysselsatt med att utforma sina filosofiska tankar.
Descartes flyttade till Stockholm 1649, inbjuden till det svenska hovet av drottning Kristina. Där tjänstgjorde han som Kristinas lärare och rådgivare. Livet i Stockholm var påfrestande: Slottet var kallt och dragigt, klimatet kallare än han var van vid och Kristina krävde att lektionerna skulle hållas mycket tidigt på morgonen. Redan efter några månader i Stockholm dog Descartes av lunginflammation efter behandling med åderlåtning av den holländske doktor Wullens i von der Lindeska huset. Han låg 1650–1666 begravd på det som i dag är Adolf Fredriks kyrkogård. År 1666 sändes hans kvarlevor till Frankrike och de finns sedan 1810-talet i Saint-Germain-des-Prés.

## Matematik

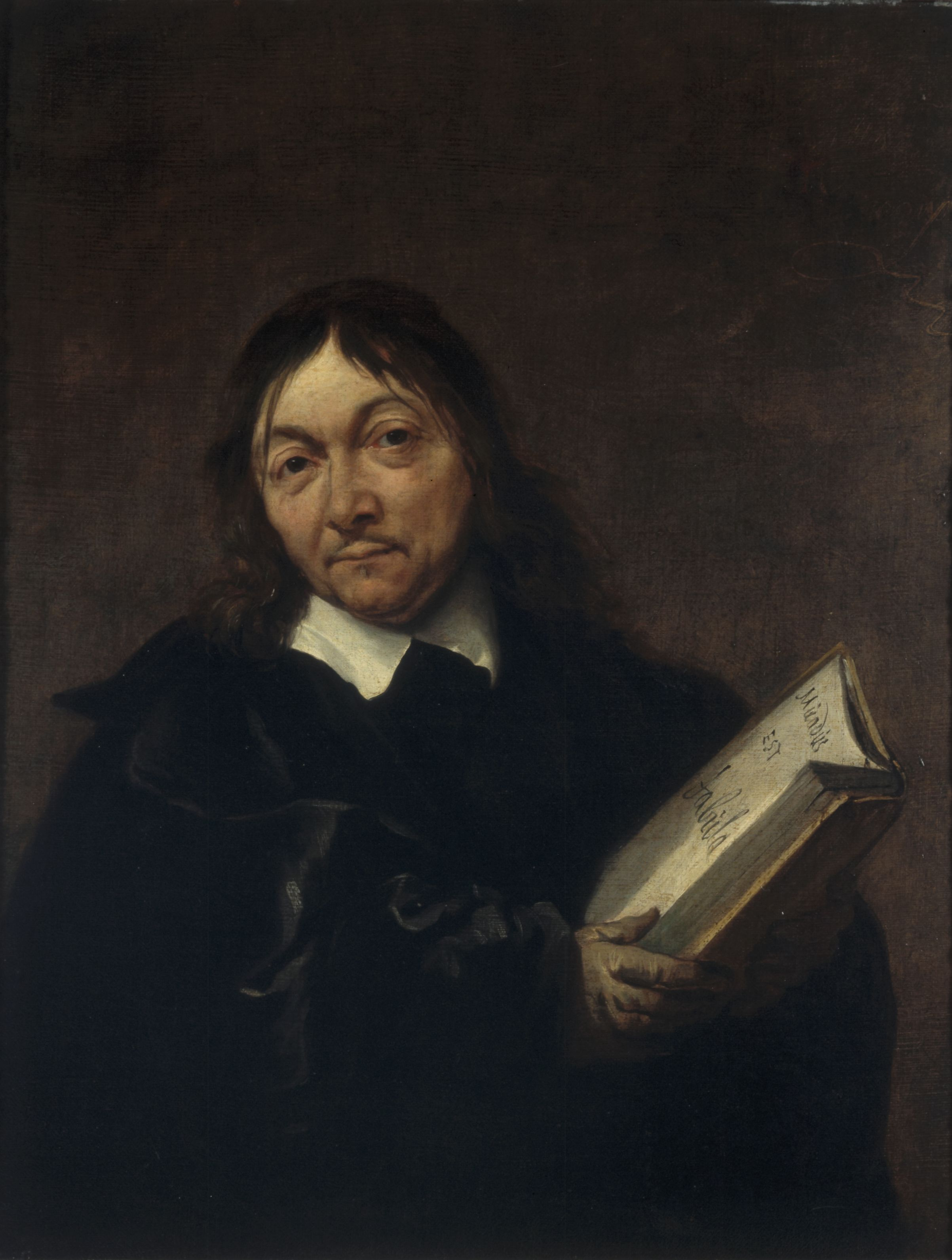
René Descartes

Descartes skapade den analytiska geometrin. Också på andra områden gjorde han banbrytande upptäckter. Han var den första som angav den verkliga betydelsen av andragradsekvationers negativa rötter. Han fann en ny lösning av fjärde gradens ekvationer och införde beteckningssättet med exponenter och lade därigenom grunden till räkningen med potenser.
Inom optiken har ljusets brytningslag sitt namn efter honom, men kallas utanför Frankrike vanligen Snells lag efter nederländaren Willebrord Snell, som formulerade lagen oberoende av Descartes.

## Världsbild
Jesuiterna i La Flèche hade inte gjort någon hemlighet av Galileo Galileis upptäckter och matematikens möjligheter. Descartes var dock inte astronom utan såg i universum en gudomlig ordning, en geometrisk verklig värld styrd av matematiska begrepp om rum och rörelse, som hade föga gemensamt med Aristoteles kosmos. Materia var utrustad med kropp och själ och ojämnheterna i universum var ett resultat av rörelse. Som en snurrande isbit i en jättelik tank med stillastående vatten smälter till en fortfarande snurrande sfärisk bit vatten i orörligt vatten, tänker han sig kroppar uppstå i kosmos i form av virvlar.

### Kosmologi
Stora virvlar klumpar ihop sig till stjärnor och mindre virvlar klumpar ihop sig till planeter. Solen var en sådan helt vanlig stjärna omgiven av en malström av materia, där dess planeter cirkulerade. Solsystemet var en sådan vortex, där materien var i stort sett osynlig, men den delade gränser till närliggande liknande system, vart och ett med en central stjärna. Det hela upprepades i alla riktningar i all oändlighet och ingen plats i universum var speciell. I denna del kom Descartes vortexteori att inspirera modernare tankar om hur planetsystem bildas.
Små oberoende klumpar kan gå rakt igenom systemet och ses av oss som kometer, vilka alltså uppfattas som tillfälliga besökare. Här kom den tidigare beräknade återkomsten av Halleys komet 1758 den kartesiska kosmologin på skam.

## Filosofi
I filosofins historia var Descartes epokgörande. Hans filosofi gav nämligen de första uppslagen till en rad filosofiska system (Arnold Geulincx, Nicolas Malebranche, Baruch Spinoza och i viss mån även Gottfried Wilhelm von Leibniz), vilka inom den nyare, för kantianska filosofin avgjort betecknar den högre riktningen, såväl med avseende på den strängare vetenskapliga form de framställts i som genom själva arten och syftet av den i dem framträdande spekulationen. Den kritiska halten av sitt filosoferande röjer Descartes då han, för att grundligt reformera den filosofiska vetenskapen, börjar med att proklamera ett universellt tvivel. Han ställer sig tvivlande till inte bara alla äldre filosofiska auktoriteter, vilka han finner varandra motsägande och föga tillfredsställande, utan även och framför allt mot den sinnliga erfarenheten – detta i rak motsats till John Locke, vars filosofi blev utgångspunkten för den motsatta riktningen, empirin.
Descartes nöjer sig inte med att framhålla att våra sinnen ofta bedrar oss och därför inte kan ge oss full visshet. Hans tvivel avser ytterst själva möjligheten till kunskap över huvud taget utifrån sinnena. Han ifrågasätter all sådan kunskap som ett bedrägligt sken eller, som han uttrycker det: ”Frågan är om inte möjligen sinnesintrycken av någon mäktig ande frambringas i människans själ, utan att de motsvaras av några föremål utanför?” Av detta sitt tvivel på den sinnliga erfarenheten drevs han att vända blicken inåt, och han upptäckte då, i förnimmelsen av sig själv såsom en tänkande varelse, en kunskap vars sanning icke kan dragas i tvivel, emedan tvivlet, som själv är en yttring av tänkande, endast skulle tjäna att ytterligare bekräfta densamma.
Descartes ansåg att den mänskliga kunskapen var ett träd; stammen var fysiken och roten var metafysiken. Vi måste alltså vidta alla försiktighetsåtgärder som kan tänkas för att inte i vår metafysik blanda in osanningar. Vi måste tvivla på allt som inte är otvivelaktigt: Hur vet jag att jag inte drömmer? Hur vet jag att en ond och illvillig ande inte står bakom min tro på att exempelvis två plus två är lika med fyra? – Som en fast punkt att utgå från i kunskapens gungfly hade Descartes upptäckt satsen ”cogito, ergo sum” - “Jag tänker, alltså finns jag”.
Beträffande denna välbekanta sats, vilken Descartes ställer i spetsen för hela sin filosofi, bör vissa påpekanden göras:
1. Med tänkande (cogitatio) menar han inte endast förståndsverksamheten, utan också varje annan form av medveten andlig verksamhet (cogitationis nomine complector id omne, quod sic in nobis est ut ejus immediate conscii simus)
2. Egentligen vill han inte ha nämnda sats betraktad som en slutledning eller ett bevis, utan yrkar i stället att den uttrycker människans första genom omedelbar åskådning givna och otvivelaktigt sanna kunskap (simplici mentis intuit).

Descartes utvann sålunda ur själva tvivlet en fast punkt, och i och med detta upptäckte han dessutom en substantiell verklighet som är av rent andlig natur. Även om han varken kunde – eller ens försökte – att ur denna andliga princip utveckla en alltigenom idealistisk världsåsikt, så kunde han nu å andra sidan vara helt säker på att varje rent materialistisk världsåsikt var vetenskapligt omöjlig, eftersom det stod klart att det finns en del av verkligheten som inte är kroppslig eller sammansatt och som inte låter sig förklaras mekanistiskt.
Descartes insatser inom filosofin rör sig dock om långt mer än om cogito-satsen. Hans dualism är välkänd, även om den inte löste problemet med hur anden och materian kommunicerar. (Baruch Spinoza löste detta problem på ett radikalt sätt, och detta problem kan också lösas inom den kartesianska rationalismen som härrör från Descartes skeptiska metod för epistemologin.)
Descartes anmärker vidare, att sinneskunskapen alltid är tillfällig och följaktligen föränderlig, och han drar därav den slutsatsen, att alla nödvändiga och oföränderliga sanningar måste, oberoende av all sinnlig erfarenhet, tillhöra människan eller – enligt hans uttryckssätt – har sin grund i vissa ”medfödda idéer”. Han hänvisade således till en kunskapskälla av en annan och högre art än våra sinnen och anslöt sig därmed till den filosofiska rationalismens grundtanke, men liksom hans idealism inte blev mer än en kraftfull ansats, lyckades han inte heller med att vidareutveckla sin rationalism. Han försökte nämligen aldrig att närmare utreda förhållandet mellan vårt medvetande och dess bestämningar, och visade dessutom upp ett realistiskt och empiriskt föreställningssätt genom att alltför mycket hålla fast vid den vanliga föreställningen om en skapelse, varvid skaparen och det skapade betraktas som mer eller mindre åtskilda från varandra, och i överensstämmelse med detta talade han om de medfödda idéerna som att de var ”vid människans skapelse inlagda i hennes själ”.
Bland de medfödda idéerna sysslar Descartes framför allt med Gudsidén och mindre med den synpunkten att Gud är det högsta och viktigaste föremålet för mänsklig kunskap, trots att därför, enligt Descartes, denna idé är den enda förnimmelse, som genast ger människan en nödvändig och säker kunskap om någon annan verklighet än hennes eget jag, och just därför utgör källan till all sådan kunskap. Eftersom Gudsidén närmast framträder såsom förbunden med människans känsla av sin egen ändlighet, men däremot alldeles motsatt föreställning om ett oändligt eller absolut fullkomligt väsende, så är det visst, menar han, att denna idé varken kan vara frambragd av henne själv eller av någon annan ändlig varelse, och att det således verkligen måste finnas ett sådant fullkomligt väsende som Gud, och som givit henne idén om sina fullkomligheter.
Sedan Descartes bevisat Guds existens vill han därifrån leda sig till visshet om att det även finnes en kroppslig verklighet och sålunda åtminstone till en viss grad ha bort sitt tvivel på den sinnliga erfarenhetens objektivitet. Med detta syfte framhåller han såsom en av de fullkomligheter som ligger i begreppet om Gud att han är sannfärdig och följaktligen inte kan lura den av honom skapade människan beträffande vad hon förnimmer klart och tydligt, men tydligt förnimmer vi, enligt Descartes, om kropparna ingenting annat än rumsbestämdhet eller utsträckning och olika former därav.
Liksom Descartes ansåg att tänkandet hör till själen eller är en del därav förklarade han att utsträckning är någonting som hör till den kroppsliga verkligheten. Utgående från detta arbetade han sig fram till ett rent mekaniskt betraktelsesätt av den fysiska världen i vilken han inbegriper inte bara också växt- och djurlivet (djuren betraktar han som automatiska maskiner) utan han räknar även dit den lägre (den omedvetna) delen av människan.
Descartes filosofi mynnar ut i en tydlig kosmologisk dualism som hävdar att människan består av två till själva sin art (”toto genere”) alldeles motsatta slag av ändliga eller ”skapade” substanser, nämligen tänkande substans och utsträckt substans, det vill säga själslig respektive kroppslig substans. Descartes lärjungar, som sökte övervinna svårigheten att på ett tillfredsställande sätt förklara sammanhanget mellan dessa artskilda substanser, kom att ledas till att utveckla cartesianismen i panteistisk riktning.
Frågor, som tillhör den praktiska filosofin ville Descartes inte gärna sysselsätta sig med, eftersom han menade att människan på detta område inte kan åstadkomma något på egen hand, utan hon behöver ledas av den gudomliga uppenbarelsen. Denna praktiska dogmatism står för övrigt i nära sammanhang med hans uppfattning av friheten. Viljan kan Descartes inte tänka sig på annat sätt än som en godtycklig makt över de åtskilda motiven (”liberum arbitrium”). Eftersom Descartes hade en sådan uppfattning, är det inte så konstigt att den fria viljan inte bara föreföll honom obegriplig, utan rent av begreppsvidrig, men han hänvisade ändå, för att bevisa den fria viljans existens, till vårt omedelbara praktiska medvetande, och till och med kallade han ibland den fria viljan för en medfödd idé.
Vidare är det enligt samma linje inte förvånansvärt att han gör begreppen om rätt och orätt beroende av Guds absolut fria, det vill säga rent godtyckliga, vilja och menar att om dessa, den gudomliga viljans godtyckliga beslut (”beneplacita divina”), kan människan erhålla kännedom endast genom en yttre och övernaturlig uppenbarelse.

## Utmärkelser
Asteroiden 3587 Descartes är uppkallad efter honom.

## Bibliografi

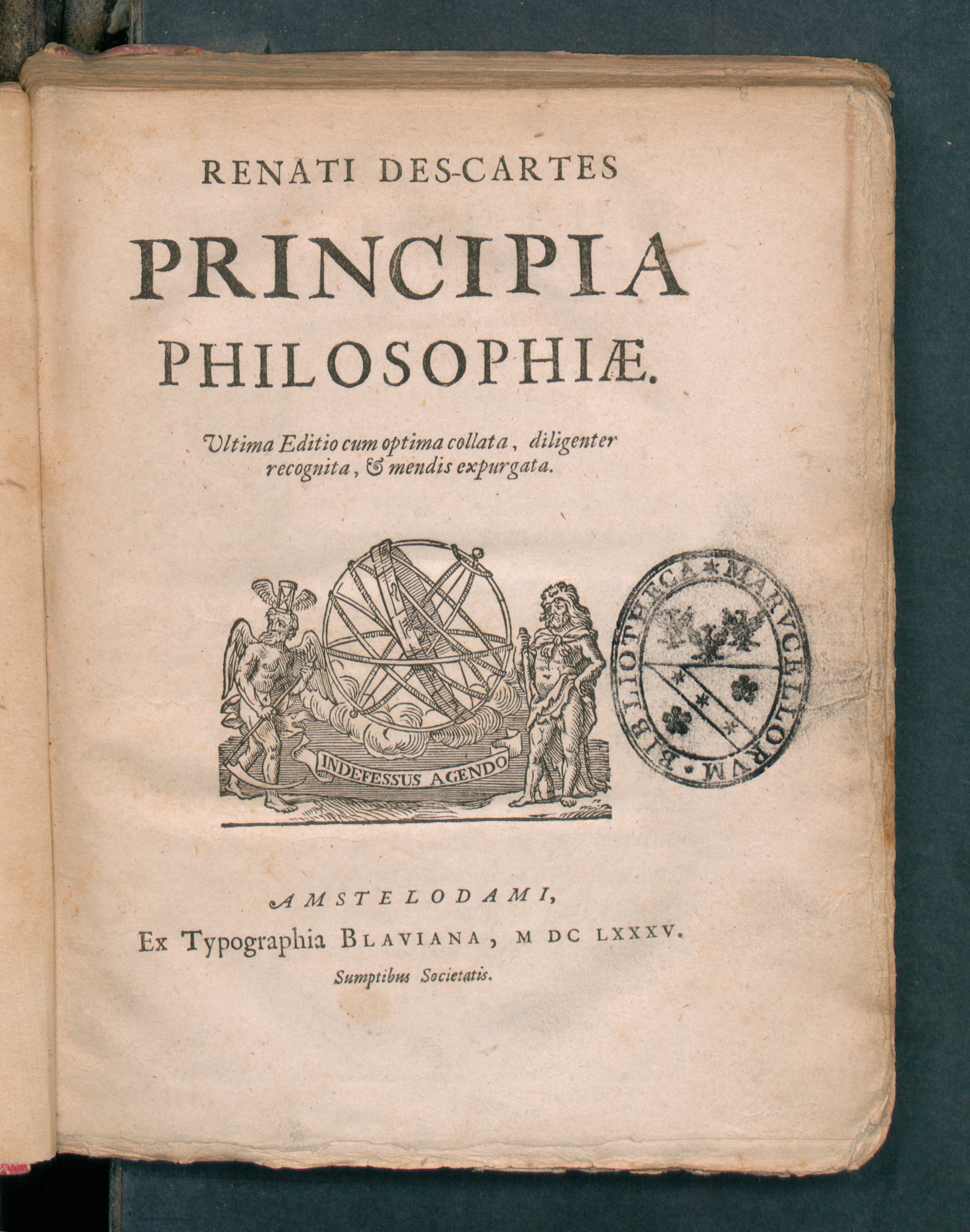
Principia philosophiae, 1685

## Svenska bibliografi
- Om Metoden - Att rätt bruka sitt förstånd och utforska sanningen i vetenskaperna (Översättning: Enok Torell, Björck & Börjesson, 1918, klotryggband)
- Valda skrifter (Översättning: Konrad Marc-Wogau, Natur och Kultur, 1998, Pocketutgåva)